# Ficus gracillima
Ficus gracillima är en mullbärsväxtart som beskrevs av Friedrich Ludwig Diels. Ficus gracillima ingår i släktet fikonsläktet, och familjen mullbärsväxter. Inga underarter finns listade i Catalogue of Life.